# جين هارون
جين هارون (بالإنجليزية: Jane Frances Aaron)‏ هي رسامة توضيحية ورسامة رسوم متحركة أمريكية، ولدت في 16 أبريل 1948 في مانهاتن في الولايات المتحدة، وتوفي بنفس المكان في 27 يونيو 2015 بسبب سرطان.

## وصلات خارجية
- الموقع الرسمي
- جين هارون على موقع IMDb (الإنجليزية)
- جين هارون على موقع قاعدة بيانات الفيلم (الإنجليزية)